# 무조성
무조성(無調性)은 현대음악에서 발달한 음악 양식으로 정해진 조성이 없이 연주되는 곡의 형태이다. 오선의 앞 부분에 X라고 표시하거나 아무 조표도 표시하지 않는다.

## 같이 보기
- 불협화음의 해방
- 노이즈 (음악)